# Mieze Schindler

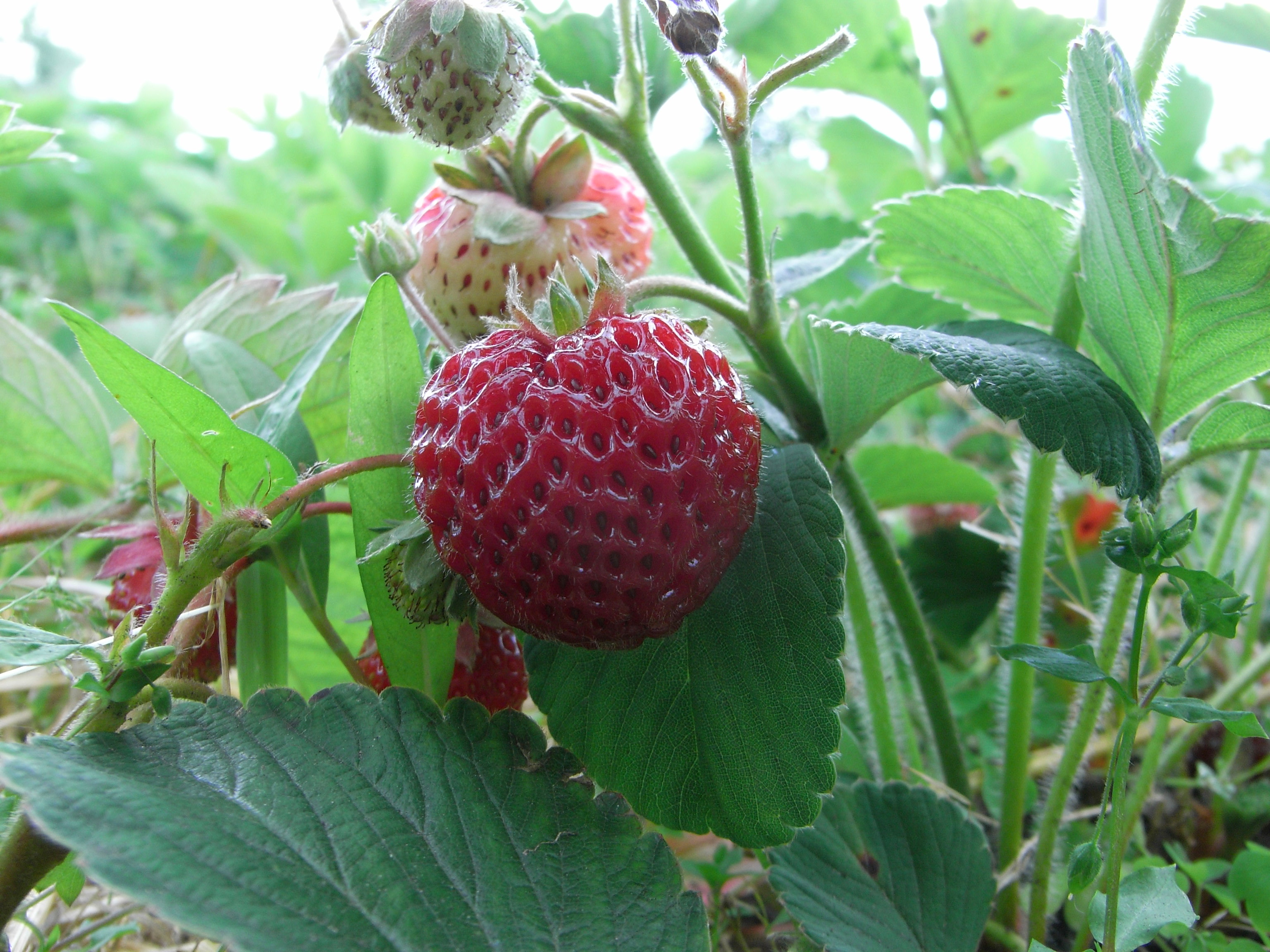
Erdbeersorte Mieze Schindler in verschiedenen Reifestadien

Mieze Schindler (auch Himbeererdbeere) ist eine Sorte der Gartenerdbeere (Fragaria × ananassa). Otto Schindler aus Pillnitz züchtete sie 1925 aus den Sorten Lucida Perfecta und Johannes Müller und benannte sie nach seiner Frau.
Die Pflanzen dieser Sorte wachsen mittelstark, sie bilden recht flache, lockere Horste. Die Ausläuferbildung ist stark. Die Blätter sind dunkelgrün gefärbt. Die mittelfrüh erscheinenden Blüten stehen über dem Laub.
Die Sorte bringt nur mittelgroße Früchte in relativ geringer Anzahl hervor. Das gute Aroma erinnert an das der Wald-Erdbeeren, wobei der Süßeanteil deutlich höher ist. Außen sind die Früchte dunkelrot mit deutlich eingesenkten Nüsschen, innen ist das Fruchtfleisch rosa. Wegen der Druckempfindlichkeit Ist die Beere schlecht lagerfähig und wird kommerziell selten angebaut.  
Pro Pflanze gibt es wegen Anzahl und Größe der Früchte einen geringeren Ertrag als bei neueren Sorten, und die Anfälligkeit für Krankheiten wie Frucht- und Blattfäule ist höher. Neben diesen Nachteilen, die eine kommerzielle Nutzung erschweren, hat die Sorte noch eine Besonderheit. Für die Bestäubung der Blüten benötigt sie noch eine Bestäubersorte, damit die ausschließlich weiblichen Blüten Fruchtkörper ausbilden. Dafür hat sich in der Vergangenheit die Züchtung Senga Sengana gut bewährt, da der Zeitraum der Blüte übereinstimmen muss. Auch Sorten wie Tenira, Korona und Ostara sind geeignet. Für jeweils drei bis fünf Pflanzen der Sorte Mieze Schindler sollte eine der genannten Bestäubersorten gepflanzt werden.
Unter der Sortenbezeichnung Mieze Nova HZ wird im Handel eine selbstbestäubende, von Mieze Schindler abstammende Sorte angeboten.

## Belege
- Manfred Fischer (Hrsg.): Farbatlas Obstsorten. 2. Auflage. Eugen Ulmer, Stuttgart 2003, ISBN 3-8001-5547-8, S. 238.